# هالي فورد
هالي فورد (بالإنجليزية: Hallie Ford)‏ هي سيدة أعمال أمريكية، ولدت في 17 مارس 1905 في Red Fork, Oklahoma ‏ في الولايات المتحدة، وتوفيت في 4 يونيو 2007 في مونموث في الولايات المتحدة.